# Хэйхэ Айхуэй (аэропорт)
Аэропорт Хэйхэ Айхуэй (ИАТА: HEK, ИКАО: ZYHE) — коммерческий аэропорт, обслуживающий авиаперевозки города Хэйхэ (провинция Хэйлунцзян, КНР). Расположен вблизи российского аэропорта Игнатьево (Благовещенск).